# Pagoda japonesa

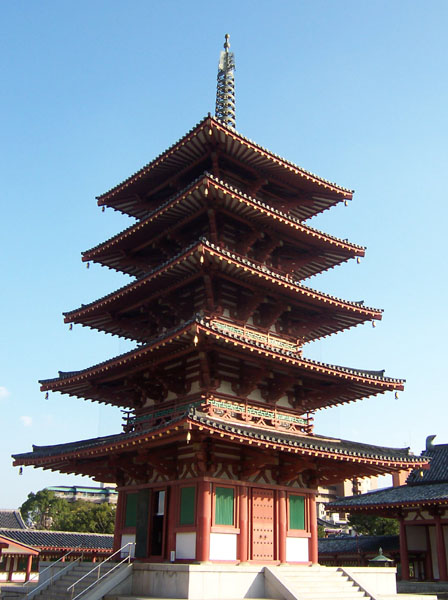
La pagoda del Shitennō-ji, Osaka.

Las pagodas en Japón se denominan tō (塔 literalmente pagoda?), aunque a veces también buttō (仏 塔 pagoda budista?) o tōba (塔 婆 pagoda?), e históricamente derivan de la pagoda china, en sí misma una interpretación de la estupa india. Al igual que la estupa, las pagodas se utilizaron originalmente como relicarios, pero en muchos casos terminaron perdiendo esta función. Las pagodas son esencialmente budistas, y se tratan de un componente importante de los complejos de estos templos japoneses. Hasta el Shinbutsu bunri de 1868, un santuario sintoísta normalmente también era un templo budista, por lo que las pagodas tampoco son raras en terrenos sintoístas. El conocido santuario Itsukushima, por ejemplo, cuenta con una.
Después de la Restauración Meiji, la palabra tō, una vez utilizada exclusivamente en un contexto religioso, pasó a significar también "torre" en el sentido occidental, como por ejemplo en la torre Eiffel (エ ッ フ ェ ル 塔, Efferu-tō).

## Historia

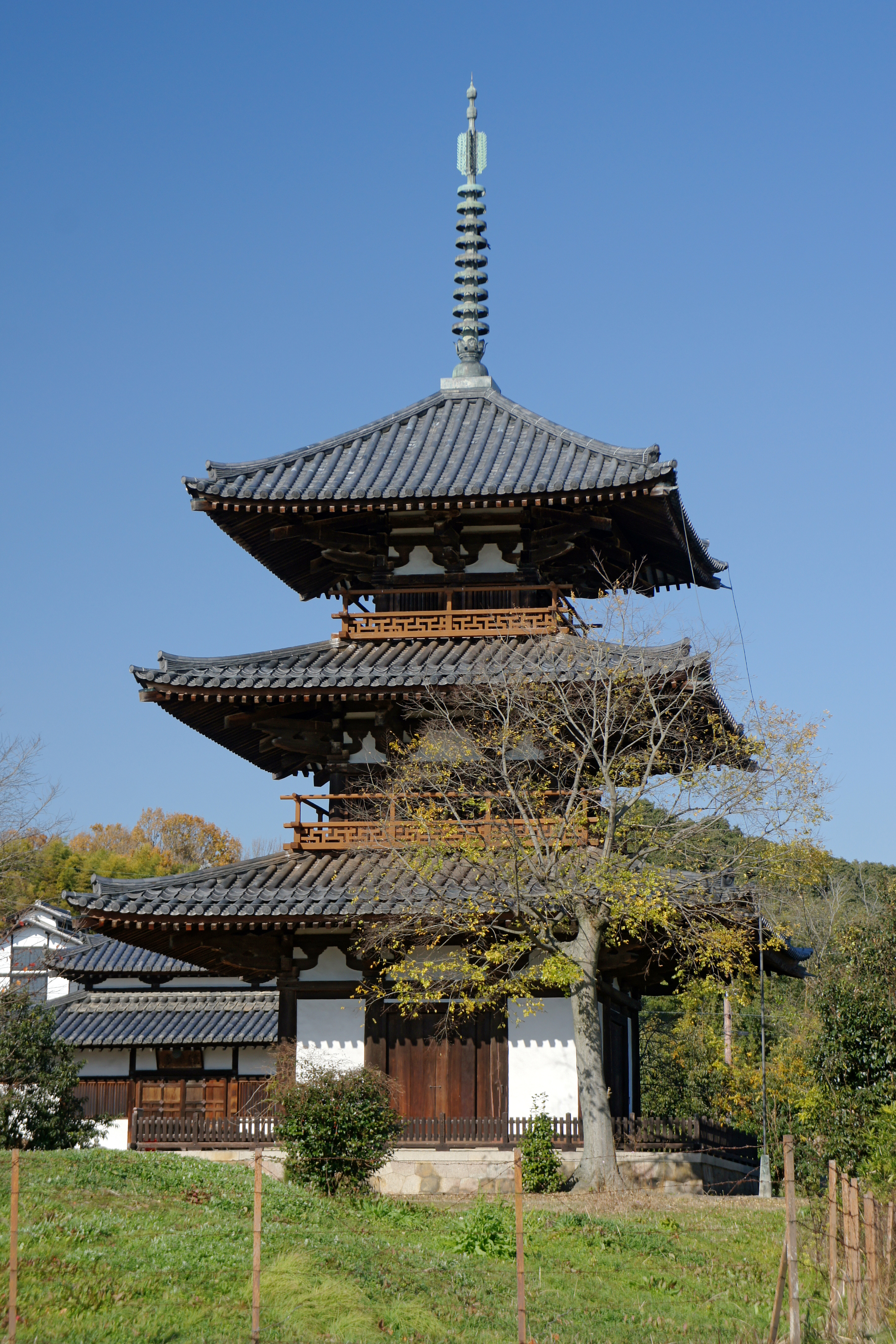
La pagoda de tres pisos más antigua de Japón, que data del 706, se encuentra en el Hokki-ji, Ikaruga, prefectura de Nara.

La estupa era originalmente un simple montículo que contenía las cenizas de Buda, que con el tiempo se volvió más elaborado, mientras que su remate se hizo proporcionalmente más grande. Después de llegar a China, la estupa tuvo influencias de la torre de vigilancia china y se convirtió en la pagoda, una torre con un número impar de pisos. Su uso luego se extendió a Corea y, desde allí, a Japón. Tras su llegada al país nipón junto con el budismo en el siglo VI, la pagoda se convirtió en uno de los puntos focales de los primeros garan japoneses. Finalmente evolucionó en forma, tamaño y función, perdiendo finalmente su papel original como relicario. La pagoda también se volvió extremadamente común, mientras que en el continente asiático son raras.
Con el nacimiento de nuevas sectas en siglos posteriores, la pagoda perdió importancia y, en consecuencia, fue relegada a los márgenes del garan. Los templos de las sectas Jōdo rara vez tienen una pagoda. Durante el período Kamakura, la secta Zen llegó a Japón y sus templos tampoco incluyeron este edificio normalmente.
Las pagodas eran originalmente relicarios y no contenían imágenes sagradas, pero en Japón muchas consagran estatuas de varias deidades, por ejemplo, la pagoda de cinco pisos del Hōryū-ji. Para permitir la apertura de una habitación en la planta baja y, por lo tanto, crear un espacio utilizable, el eje central de la pagoda, que originalmente llegaba al suelo, se acortó a los pisos superiores, donde descansaba sobre vigas de soporte. En esa sala se encuentran estatuas de los principales objetos de culto del templo. Dentro de las pagodas del budismo Shingon puede haber pinturas de deidades, llamadas Shingon Hasso (真言 八 祖?), y en el techo y en el eje central puede haber decoraciones y pinturas.

### Evolución de la estructura y el diseño

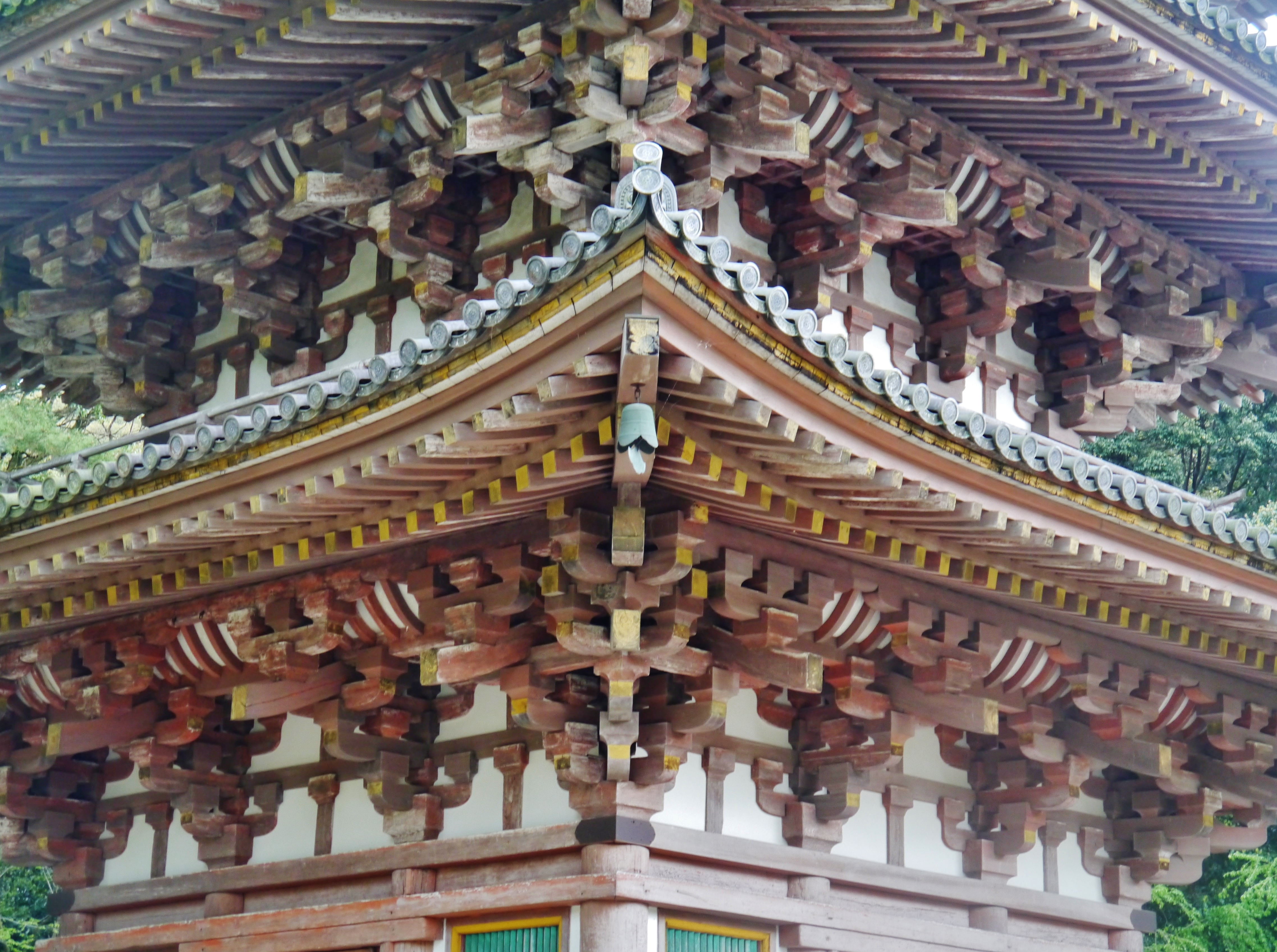
Detalle de los soportes del techo de la pagoda del Daigo-ji, Kioto.

El borde de los aleros de una pagoda forma una línea recta, y cada borde siguiente es más corto que el anterior. Cuanto mayor es la diferencia de longitud entre pisos, siguiendo un parámetro llamado teigen (逓 減 disminución gradual?), más sólida y segura parece ser la pagoda. Tanto el teigen como el remate son mayores en las pagodas más antiguas, lo que les da una sensación de robustez. Por otra parte, las más recientes tienden a ser más empinadas y cuentan con remates más cortos, creando siluetas más esbeltas.
Desde el punto de vista estructural, las pagodas antiguas tenían una base de piedra (心 礎, shinso) sobre la cual se encontraba el pilar principal (心 柱, shinbashira). A su alrededor se erigirían los pilares de soporte del primer piso, luego las vigas que sostienen los aleros y así sucesivamente. Los otros pisos se construirían sobre el terminado, y en la parte superior del pilar principal se colocaría el remate. En épocas posteriores, todas las estructuras de soporte se erigirían a la vez, y más tarde se colocaron partes fijas de función más cosmética.
Las primeras pagodas tenían un pilar central que penetraba profundamente en el suelo. Con la evolución de las técnicas arquitectónicas, primero se colocó sobre una base de piedra a nivel del suelo, luego se acortó y se colocó sobre vigas en el segundo piso para permitir la apertura de una habitación.
Su papel dentro del templo disminuyó gradualmente mientras eran reemplazados funcionalmente por las salas principales (kondō). Originalmente la pieza central del garan Shingon y Tendai, fueron trasladadas más tarde a sus bordes y finalmente abandonadas, en particular por las sectas Zen, las últimas en aparecer en Japón.

### Pérdida de importancia de la pagoda dentro delgaran

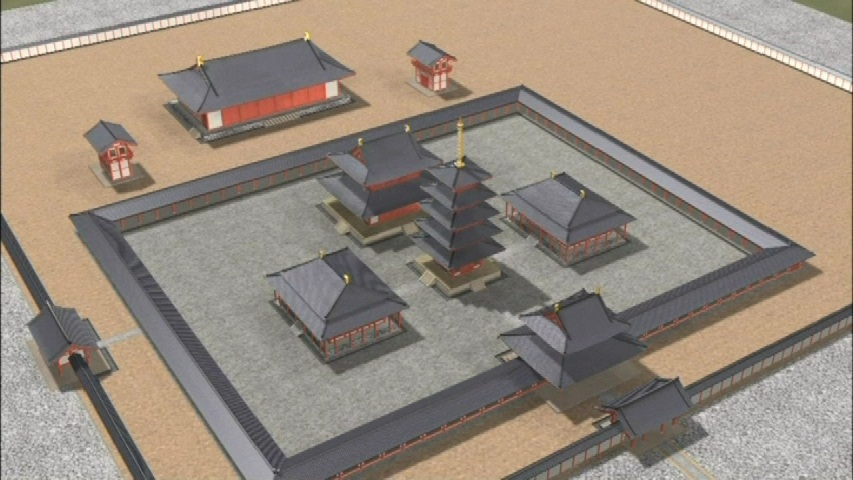
Una reconstrucción del aspecto original del Asuka-dera, con la pagoda situada en el lugar preeminente.

Debido a las reliquias que contenían, las pagodas de madera solían ser la pieza central del garan, los siete edificios considerados indispensables para un templo. Gradualmente perdieron importancia y fueron reemplazadas por el kondō (salón principal). Esta pérdida de estatus fue tan extrema que las escuelas Zen, que llegaron posteriormente a Japón desde China, normalmente no cuentan con una pagoda. El diseño de cuatro templos tempranos ilustra claramente esta tendencia: en orden cronológico Asuka-dera, Shitennō-ji, Hōryū-ji y Yakushi-ji. En el primero, la pagoda estaba en el mismo centro del garan rodeada por tres pequeños kondō. En el segundo, un solo kondō está en el centro del templo y la pagoda se encuentra frente a él. En el Hōryū-ji, están uno al lado del otro. El Yakushi-ji tiene un solo kondō grande en el centro con dos pagodas a los lados. La misma evolución se puede observar en los templos budistas de China.

## Tipos
De las muchas formas de pagoda japonesa, algunas están construidas en madera y se conocen colectivamente como mokutō (木塔 pagoda de madera?), pero muchas están talladas en piedra sekitō (石塔 pagoda de piedra?). Las pagodas de madera son grandes edificios con dos pisos, como el tahōtō (多 宝塔?), pero normalmente tienen un número impar de pisos. Las pagodas de madera existentes con más de dos pisos casi siempre tienen tres, y por lo tanto se llaman sanjū-no-tō (三重 塔 pagoda de tres pisos?), y se llaman gojū-no-tō (五 重 塔 pagoda de cinco pisos?). Las pagodas de piedra son casi siempre pequeñas, por lo general muy por debajo de los 3 metros, y como regla no ofrecen espacio utilizable. Si tienen más de un piso, las pagodas se llaman tasōtō (多層 塔 pagoda de varios pisos?) o tajūtō (多重 塔 pagoda de varios pisos?).
El tamaño de una pagoda se mide en ken, donde un ken es el intervalo entre dos pilares de un edificio de estilo tradicional. Un tahōtō, por ejemplo, puede ser de 5x5 ken o de 3x3 ken.

### Pagodas de madera

#### Tasōtō

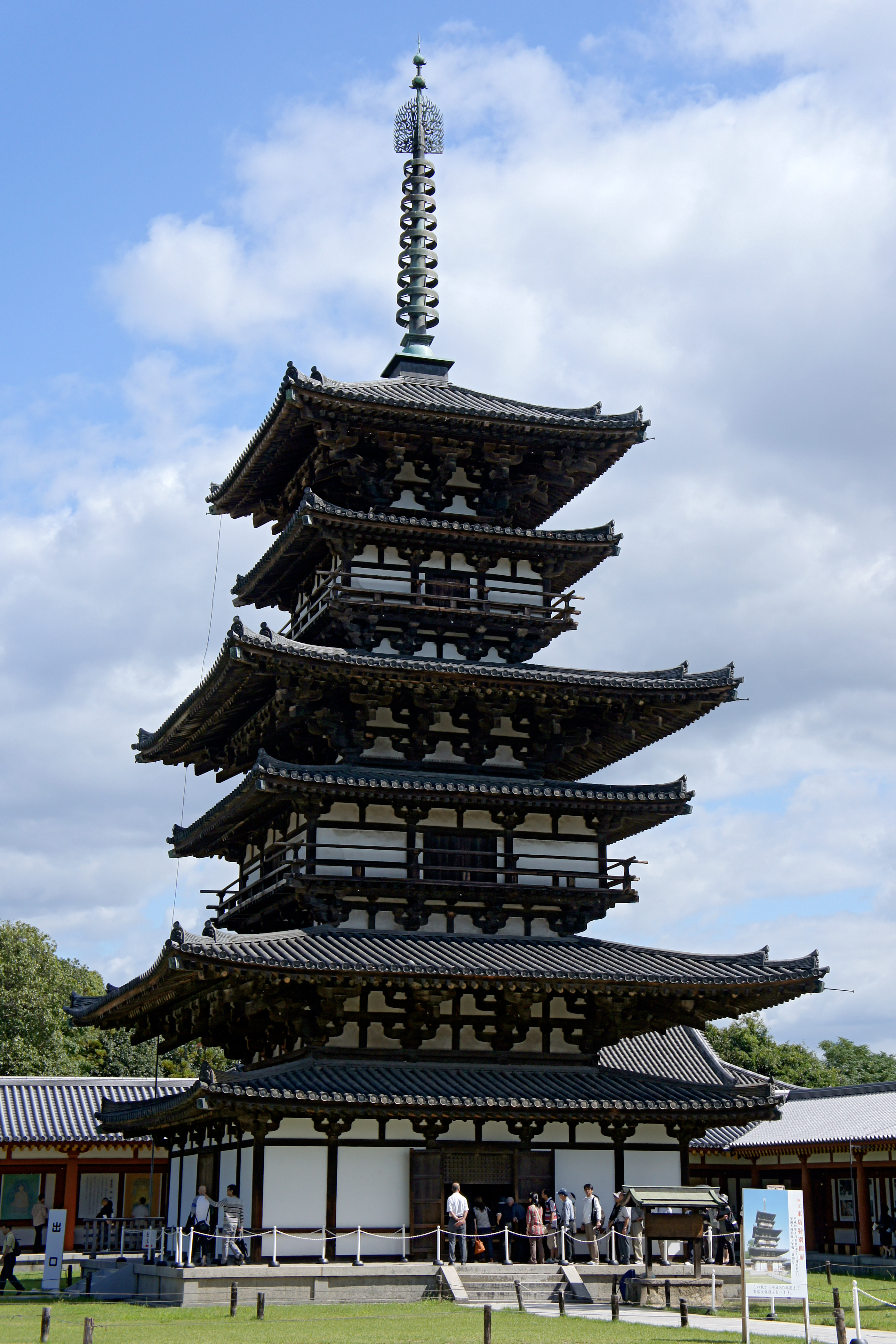
La pagoda oriental del Yakushi-ji.

Los tasōtō de madera son pagodas con un número impar de pisos. Algunos pueden parecer tener un número par debido a la presencia entre los pisos de techos cerrados, puramente decorativos, llamados mokoshi. Un ejemplo famoso es la pagoda oriental del Yakushi-ji, que parece tener seis pisos pero tiene solo tres. Existieron algunas con siete o nueve pisos, pero todas los que se han preservado tienen tres (y por lo tanto se llaman sanjū-no-tō, "pagoda de tres pisos") o cinco (y se llaman gojū-no-tō, "pagoda de cinco pisos"). La pagoda más antigua de tres pisos se encuentra en el Hokki-ji de Nara y fue construida entre 685 y 706. La pagoda de cinco pisos más antigua que existe pertenece al Hōryū-ji y fue construida en algún momento durante el período Asuka (538-710). El tasōtō de madera más alto pertenece al Tō-ji, Kioto. Cuenta con cinco pisos y 54 m de altura.

#### Hōtō

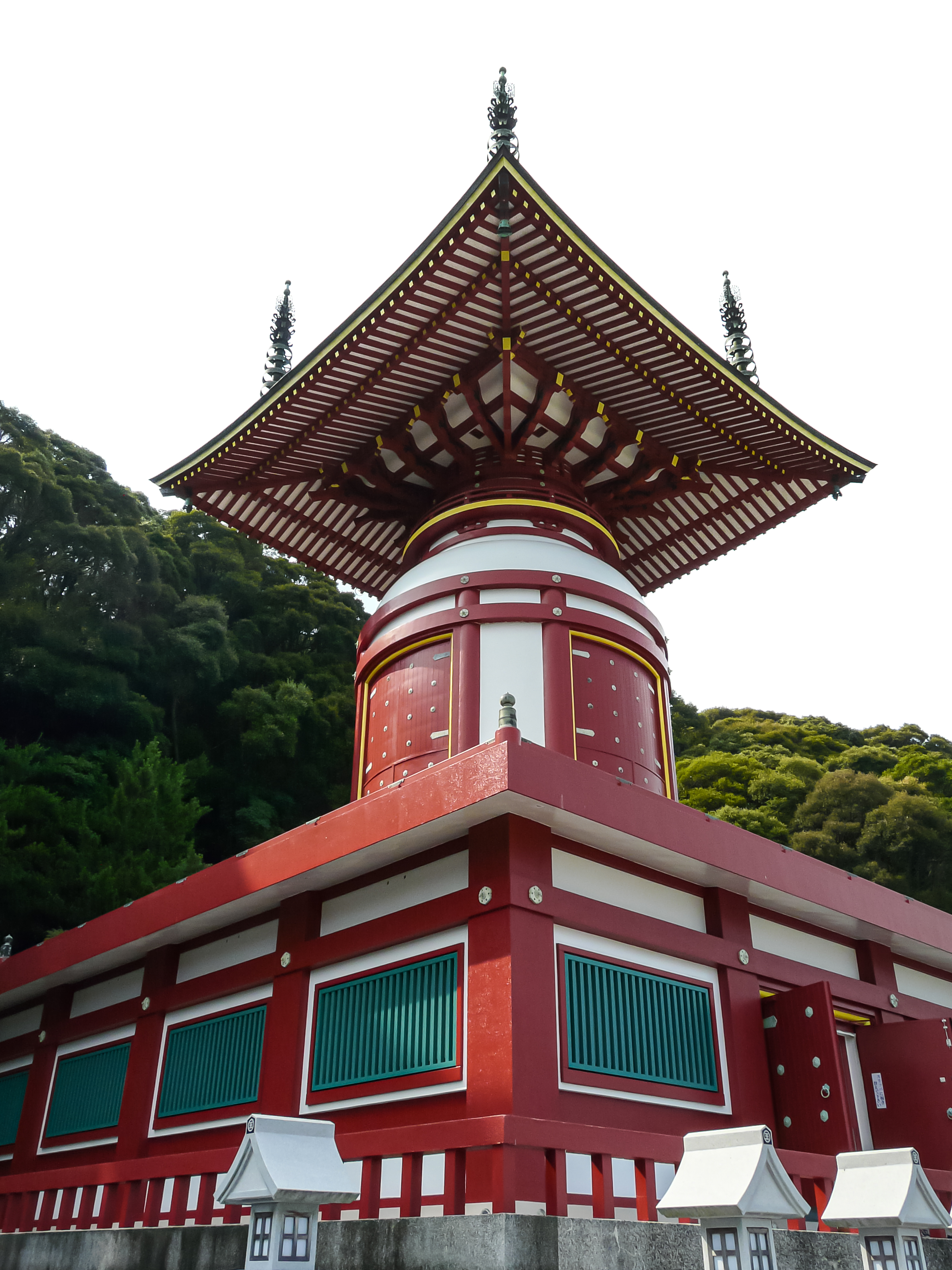
Un hōtō en el Yakuō-ji, prefectura de Tokushima.

Un hōtō de madera es un tipo poco común de pagoda que consta de cuatro partes: una piedra de base baja, un cuerpo cilíndrico con una parte superior redondeada, un techo piramidal y un remate. A diferencia del tahōtō similar, no tiene un techo cuadrado cerrado (mokoshi) alrededor de su núcleo cilíndrico. Por otra parte, al igual que el tahōtō toma su nombre de la deidad budista Tahō Nyorai. El hōtō surgió durante el período Heian temprano, cuando las sectas budistas Tendai y Shingon llegaron por primera vez a Japón.
Solía haber muchos hōtō de tamaño completo, pero prácticamente solo sobreviven los pequeños, hechos de piedra y metal. Un buen ejemplo de hōtō de tamaño completo se puede ver en Ikegami Honmon-ji en Nishi-magome, Tokio. La pagoda mide 17,4 metros de alto y 5,7 metros de ancho.

#### Tahōtō
El tahōtō es un tipo de pagoda de madera único por tener un número par de pisos (dos). El primer piso con un núcleo redondeado, el segundo circular. Este estilo de tō se creó rodeando la base cilíndrica de un hōtō con un techado cuadrado llamado mokoshi. El núcleo de la pagoda tiene solo un piso, con su techo debajo del segundo piso circular, que es inaccesible. Al igual que el tasōtō y el rōmon, a pesar de su apariencia, solo ofrece espacio utilizable en la planta baja.
Debido a que su tipo no existe ni en Corea ni en China, se cree que fue inventado en Japón durante el período Heian (794-1185). El tahōtō era lo suficientemente importante como para ser considerado uno de los siete edificios indispensables (del llamado Shichidō garan) de un templo Shingon.

Planta del daitō del Negoro-ji.

Por lo general, la base de un tahōtō tiene 3 ken de ancho con cuatro pilares de soporte principales llamados shitenbashira (四 天柱?) en las esquinas. La habitación en forma de shitenbashira alberga un santuario donde se consagran los principales objetos de adoración (el gohonzon).

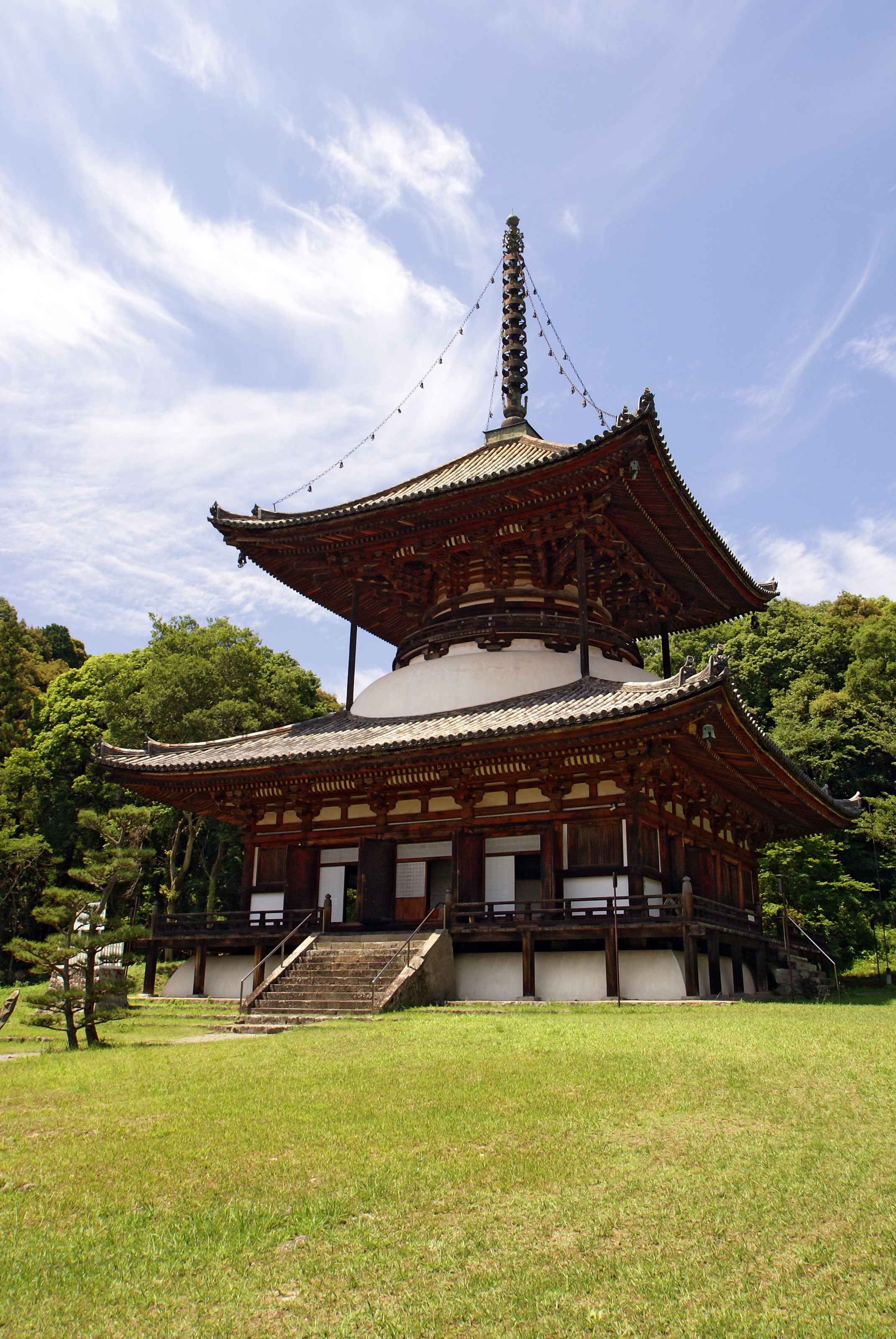
Daitō del Negoro-ji.

Sin embargo, existen tahōtō más grandes de 5x5 ken y se les llama daitō (大 塔 pagoda grande?) debido a sus dimensiones. Este es el único tipo de tahōtō que conserva la estructura original con una pared que separa el corredor (mokoshi) del núcleo de la estructura. Este tipo de pagoda solía ser común pero, de todos los daitō jamás construidos, solo tres aún existen. Uno está en Negoro-ji de la prefectura de Wakayama, otro en Kongōbu-ji, nuevamente en Wakayama, y el último en Kirihata-dera, prefectura de Tokushima. El daitō en Kongōbu-ji fue fundado por Kūkai, monje de la secta Shingon. El edificio encontrado en Negoro-ji mide 30,85 metros de altura y es un Tesoro Nacional.

### Pagodas de piedra

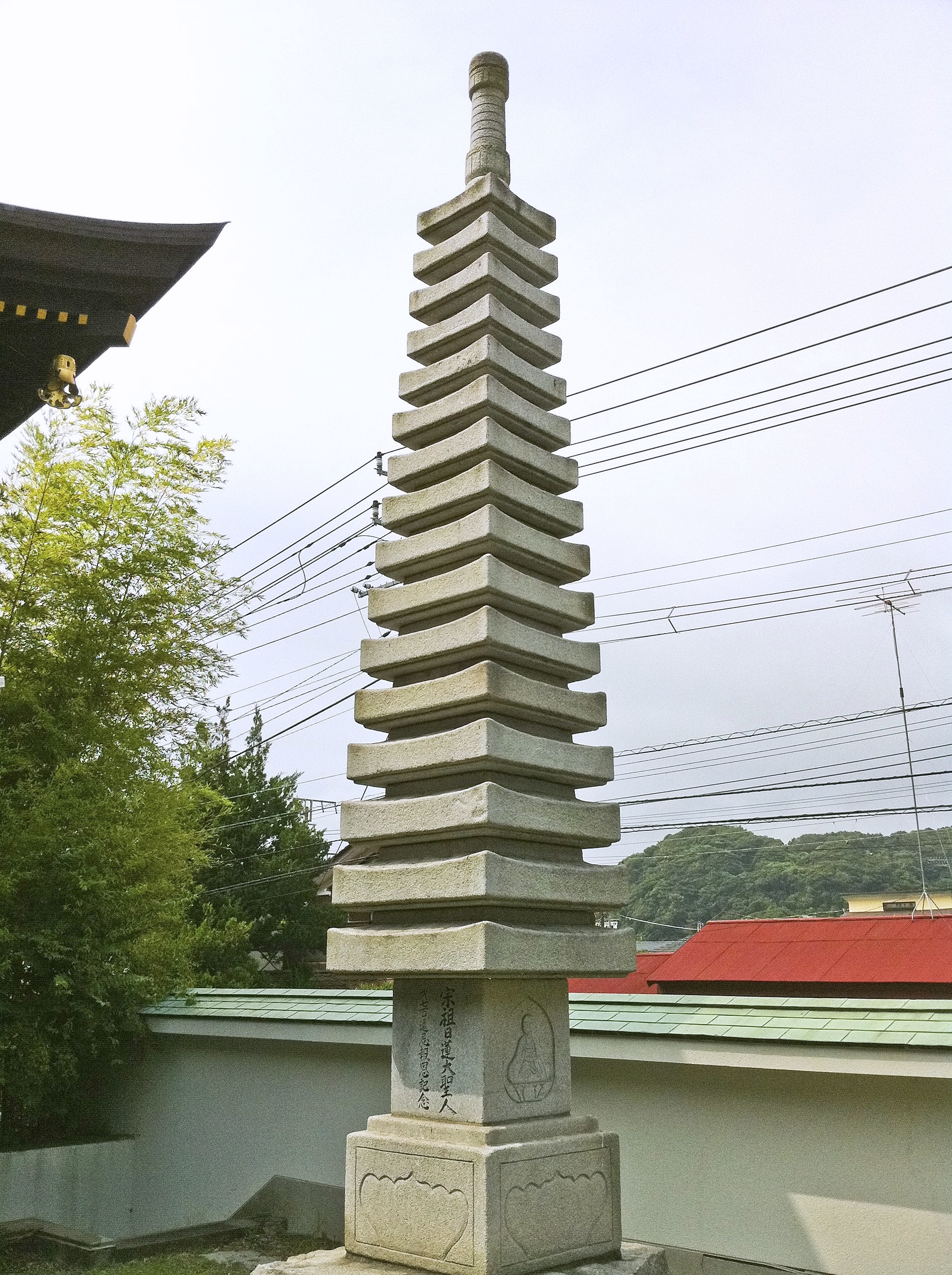
Una rara pagoda de 16 pisos en el Chōshō-ji en Kamakura

Las pagodas de piedra (sekitō) generalmente están hechas de materiales como apatita o granito, son mucho más pequeñas que las de madera y están finamente talladas. A menudo llevan inscripciones en sánscrito, figurillas budistas y fechas nengō del calendario lunar japonés. Al igual que las de madera, en su mayoría se pueden clasificar según el número de pisos como los tasōtō o hōtō, pero hay algunos estilos que casi nunca se ven en madera, como el gorintō, el muhōtō, el hōkyōintō y el kasatōba.

#### Tasōtōotajūtō
Con unas pocas excepciones muy raras, el tasōtō, también llamado tajūtō (多層 塔?) tiene un número impar de pisos, normalmente comprendidos entre tres y trece. Suelen tener menos de tres metros de altura, pero en ocasiones pueden ser mucho más elevados. La más alta que se preserva es una pagoda de 13 pisos en el Hannya-ji en Nara, que mide 14,12 m. A menudo están dedicadas a Buda y no ofrecen espacio utilizable, pero algunas tienen un pequeño espacio en el interior que contiene una imagen sagrada. En la más antigua que existe, mientras que los bordes de cada piso son paralelos al suelo, cada piso sucesivo es más pequeño que el siguiente, lo que da como resultado una curva fuertemente inclinada. Los tasōtō más modernos tienden a tener una figura menos pronunciada.

#### Hōtō

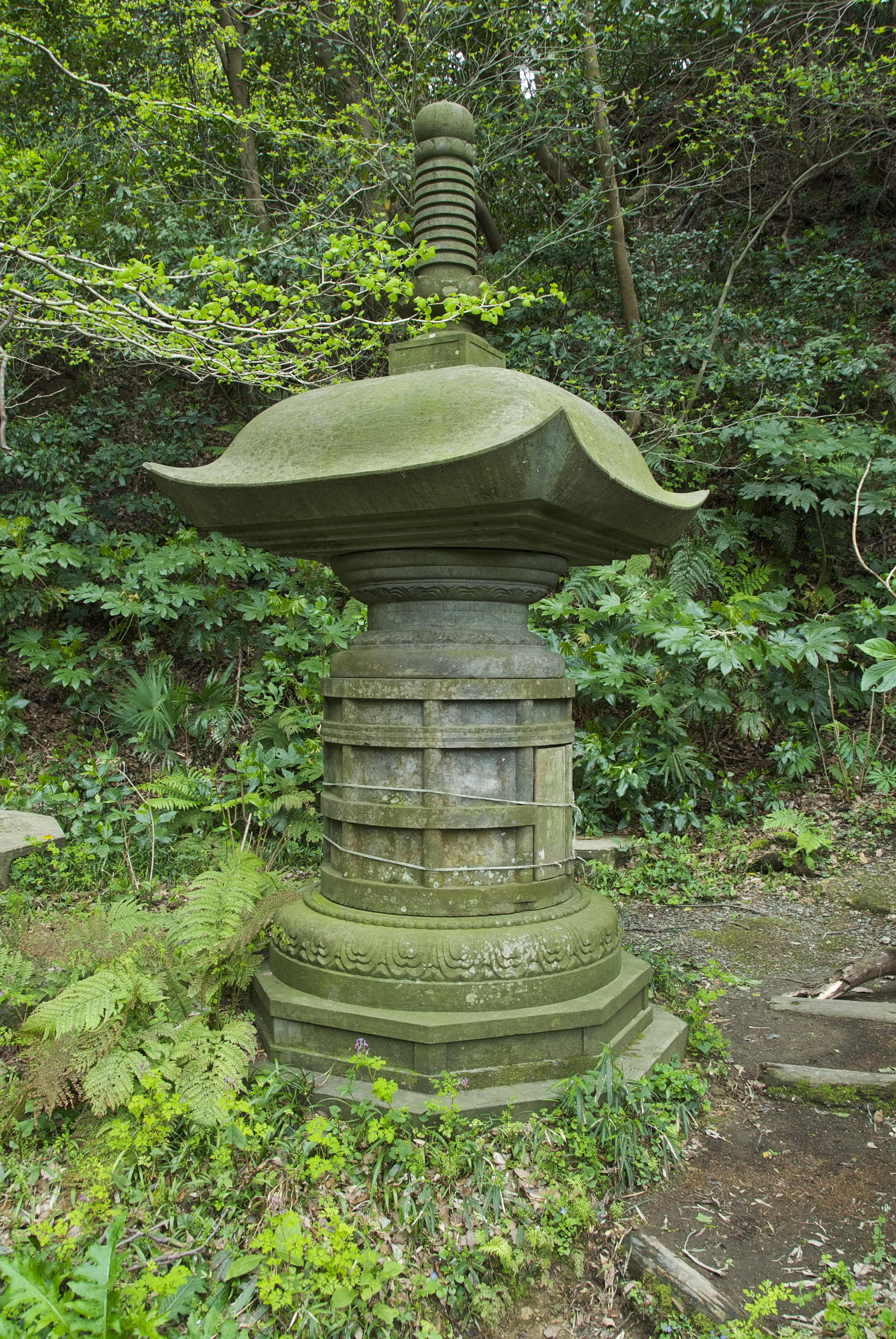
Un hōtō del Ankokuron-ji.

Un hōtō (宝塔 estupa joya?) es una pagoda que consta de cuatro partes: una piedra de base baja, un cuerpo cilíndrico con una parte superior redondeada, un techo de cuatro lados y un remate. Esta estructura se creó durante el período Heian temprano, cuando llegó el budismo Tendai y Shingon al país nipón. Los hōtō de piedra y metal son lo que más han prevalecido.

#### Gorintō

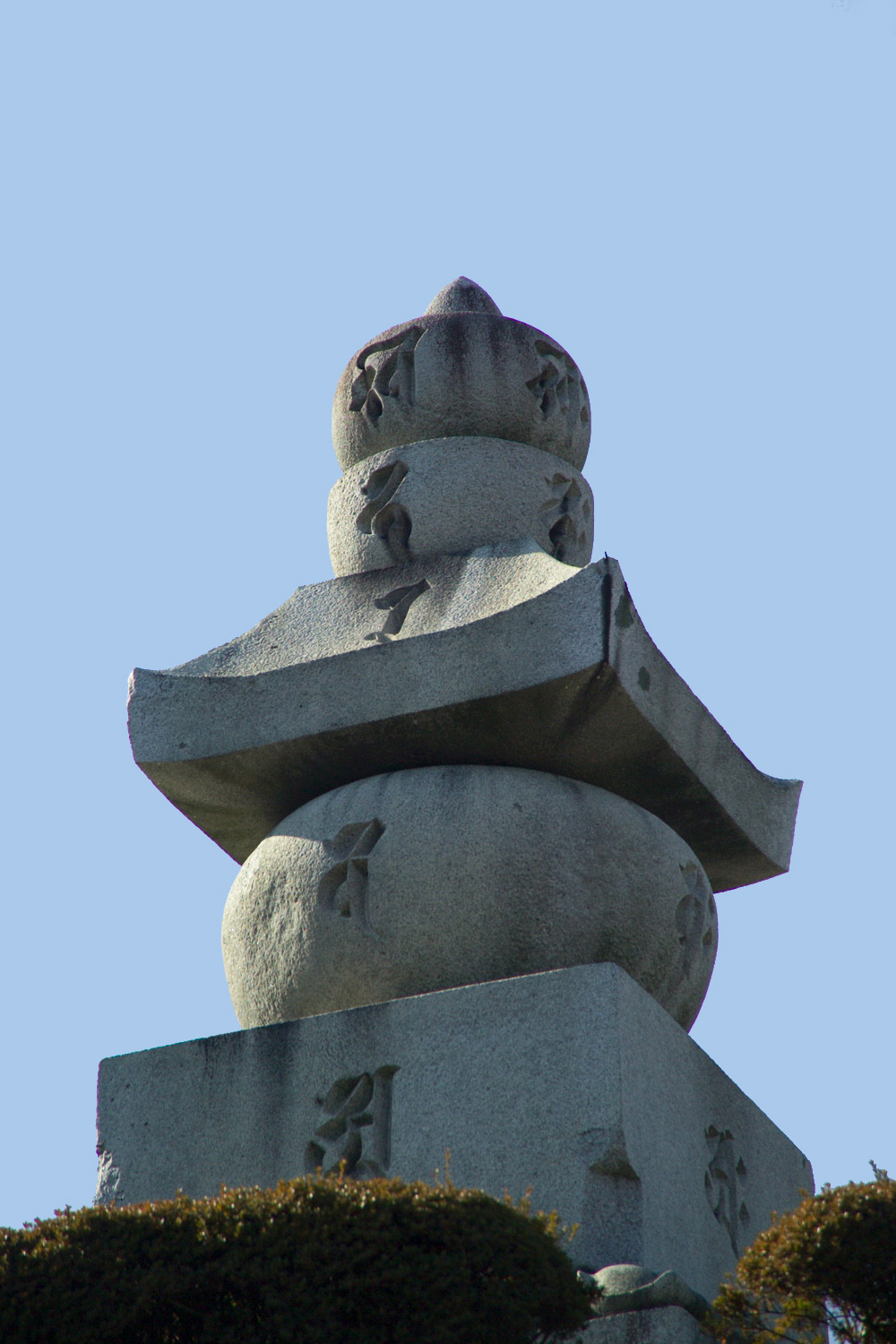
Un ejemplo de gorintō.

El gorintō (五 輪 塔 torre de cinco anillos?) es una pagoda que se encuentra prácticamente solo en Japón, y se cree que fue adoptada por primera vez por las sectas Shingon y Tendai durante el período Heian medio. Se usa como marcador de tumbas o como cenotafio y, por lo tanto, es una vista común en los templos y cementerios budistas. También se le llama gorinsotōba (五 輪 卒 塔 婆 estupa de cinco anillos?) o goringedatsu (五 輪 解脱?), donde el término sotoba es una transliteración de la palabra sánscrita estupa.
En todas sus variaciones, el gorintō está hecho de cinco bloques, cada uno con una de las cinco formas que simbolizan los Godai (cinco elementos) que se cree que son los bloques de construcción básicos de la realidad: tierra (cubo), agua (esfera), fuego (pirámide), aire (media luna) y éter, energía o vacío (loto). Los dos últimos anillos (aire y éter) están unidos visual y conceptualmente en un solo subgrupo.

#### Hōkyōintō

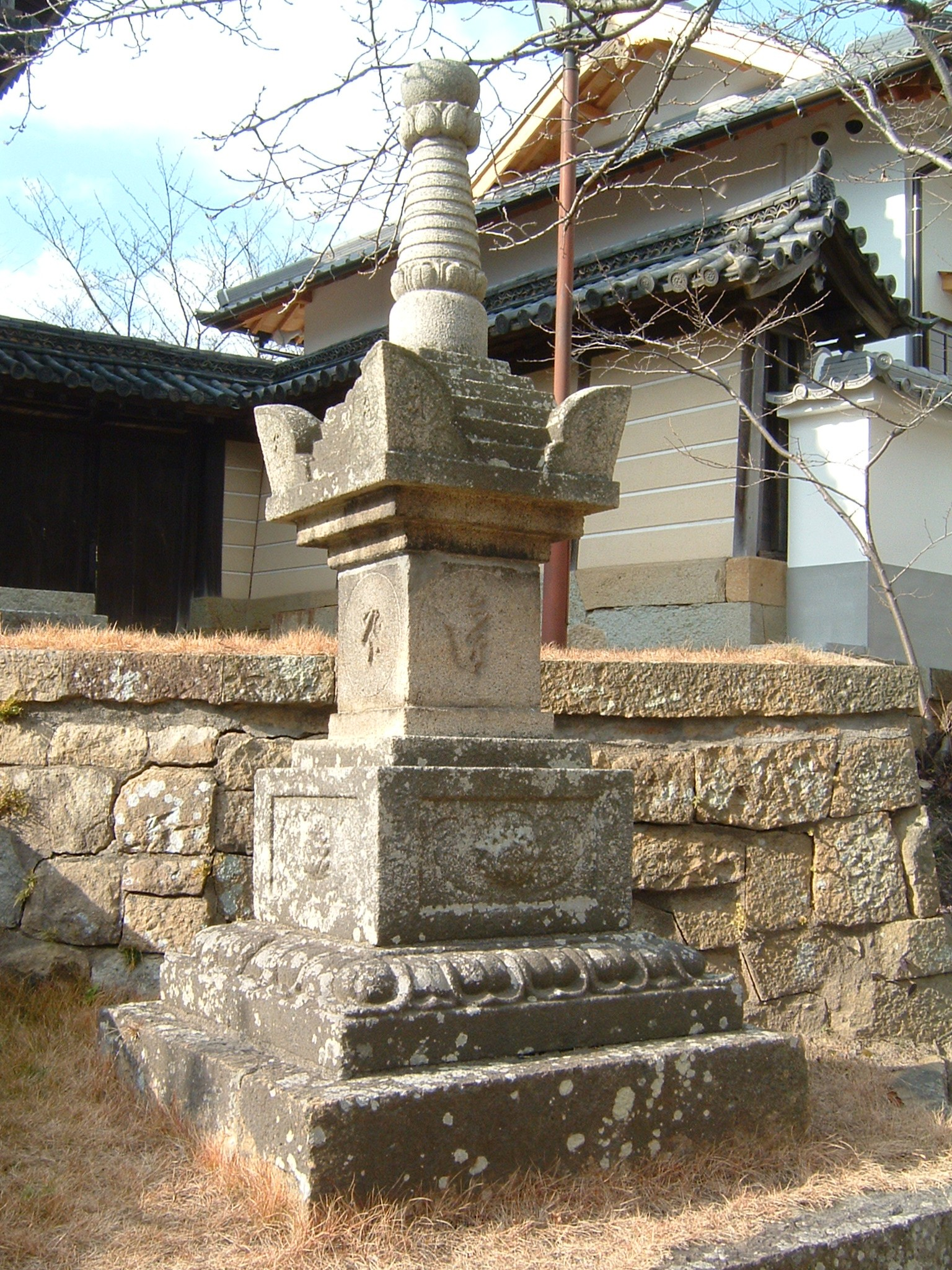
Un hōkyōintō.

El hōkyōintō (宝 篋 印 塔?) es una gran pagoda de piedra llamada así porque originalmente contenía el sūtra Hōkyōin dharani. Originalmente se usó como cenotafio para el rey Qian Liu de Wuyue, China.
Se cree que la tradición del hōkyōintō en Japón comenzó durante el período Asuka (550–710). Solían estar hechos de madera y comenzaron a fabricarse en piedra solo durante el período Kamakura. También es durante este período que comenzaron a usarse como lápidas y cenotafios. El hōkyōintō comenzó a producirse en su forma actual durante el período Kamakura. Como un gorintō, está dividido en cinco secciones principales que representan los cinco elementos de la cosmología japonesa. El sūtra que a veces esconde contiene todas las obras piadosas de un Buda Tathāgata, y los fieles creen que, al rezar frente al hōkyōintō, sus pecados serán cancelados, durante sus vidas estarán protegidos de los desastres y después de la muerte irán al cielo.

#### Muhōtōorantō

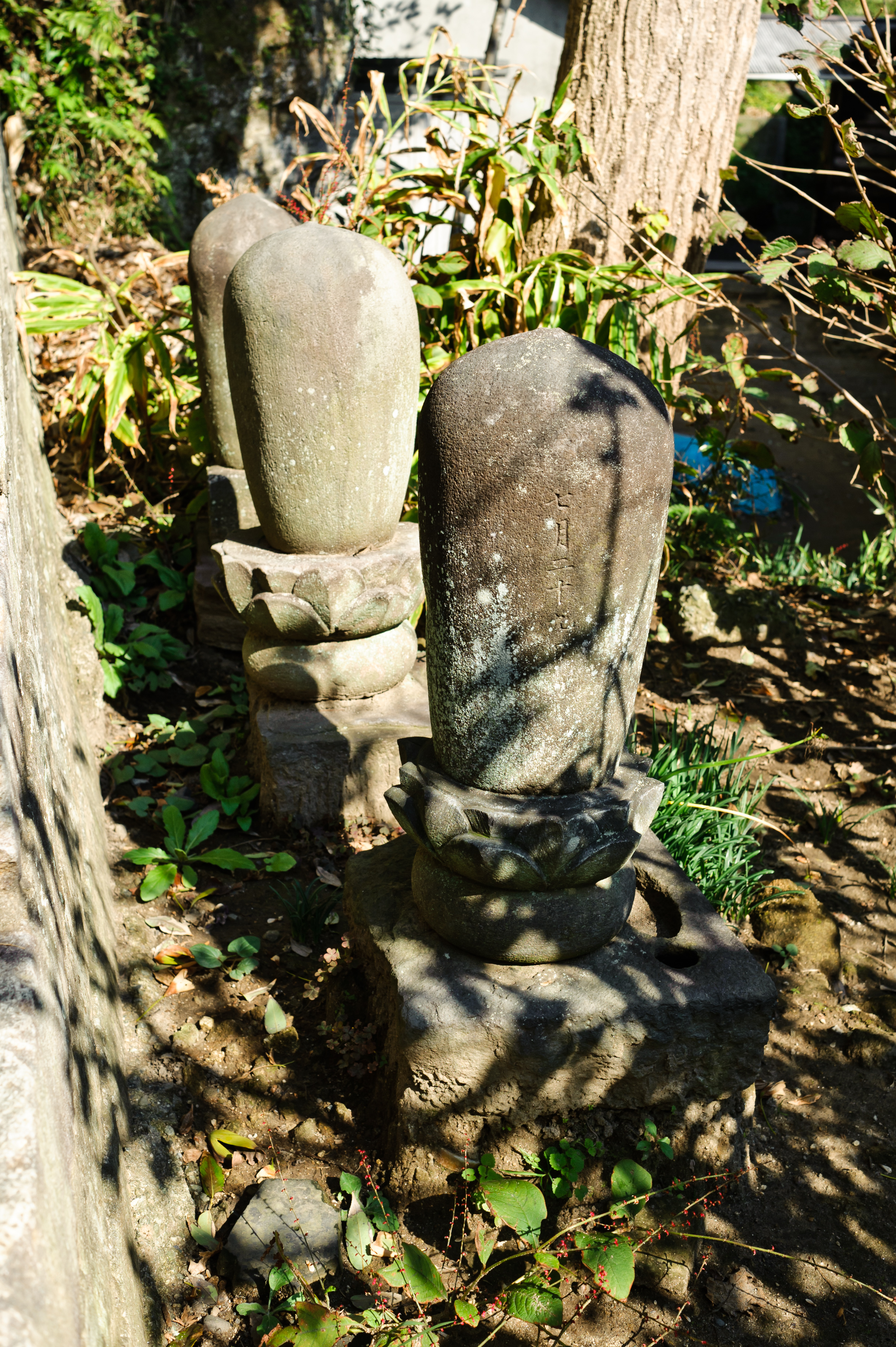
Un muhōtō.

El muhōtō (無縫 塔 sin torre de puntadas?) o rantō (卵 塔 torre de huevos?) es una pagoda que generalmente marca la tumba de un sacerdote budista. Originalmente fue utilizado solo por las escuelas Zen, pero luego fue adoptado por las demás también.

#### Kasatōba

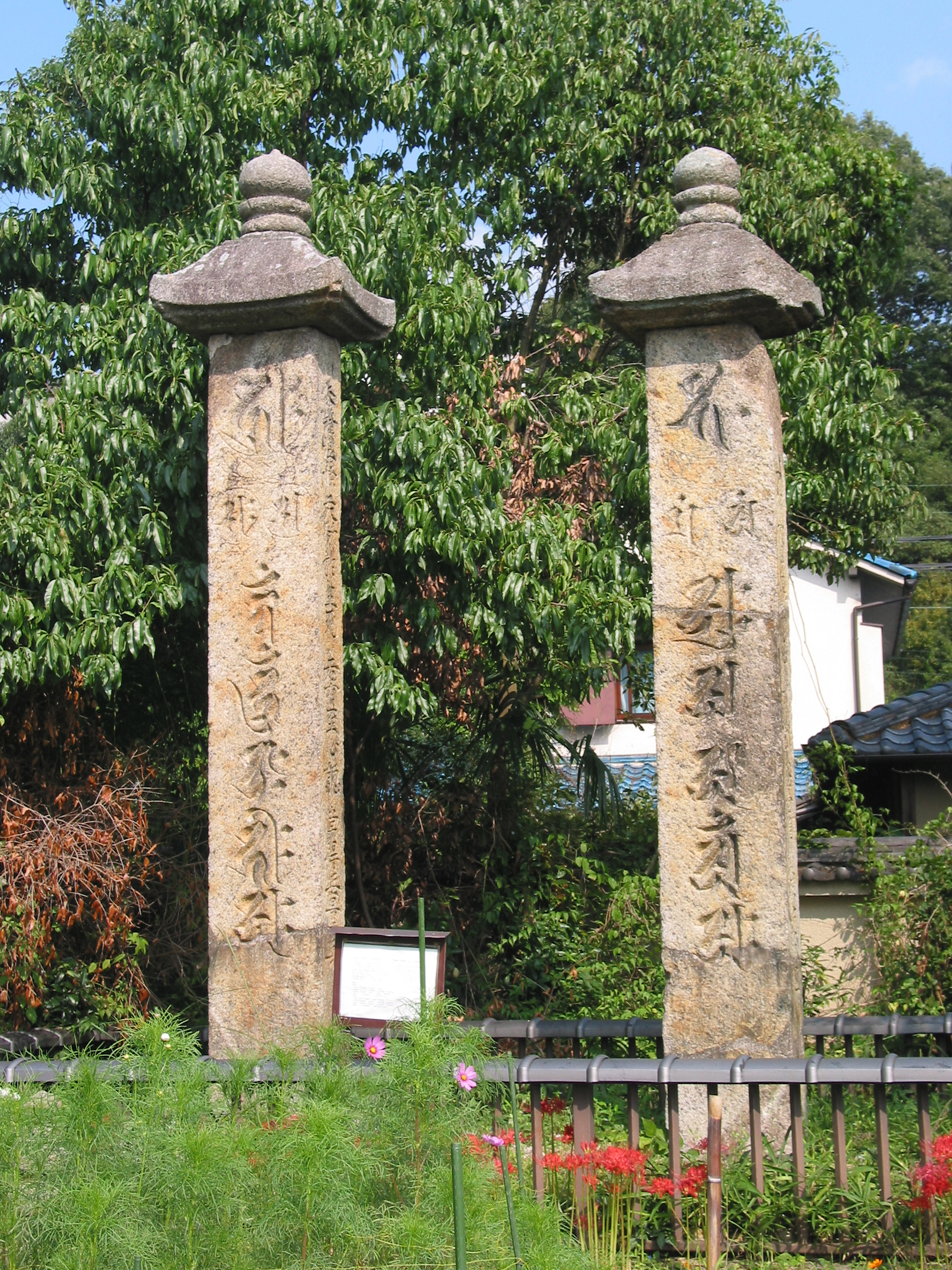
Dos kasatōba en el Hannya-ji, Nara.

Una kasatōba (笠 塔 婆 estupa de paraguas?) es simplemente un poste de piedra regular colocado sobre una base cuadrada y cubierto por un techo piramidal. Sobre el techo hay una piedra en forma de cuenco y otra en forma de loto. El fuste puede estar tallado con palabras en sánscrito o imágenes en bajo relieve de dioses budistas. Dentro del pozo puede haber ruedas de piedra, que permiten a los fieles dar la vuelta a la estupa mientras rezan, como con una rueda de plegaria.